# Tetragonopterus
Tetragonopterus ist eine Gattung von Süßwasserfischen aus der Salmlerfamilie der Characidae. Die Gattung kommt mit 14 Arten fast im gesamten Südamerika vor (nicht westlich der Anden und südlich des Einzugsgebietes des Río Paraná). Zwei Arten sind weit verbreitet, eine kommt nur im Corantijn in Suriname vor.

## Merkmale
Tetragonopterus haben einen kurzen hohen Körper, der seitlich stark abgeflacht ist. Sie werden elf bis zwölf Zentimeter lang. Das zahntragende Zwischenkieferbein (Prämaxillare) im Oberkiefer ist mit einer äußeren Reihe von kleinen uniformen Zähnen und einer inneren Reihe von mehrspitzigen Zähnen besetzt. Auch der Vorderteil der Maxillaren ist bezahnt. Die Seitenlinie beginnt hinter dem Kopf auf Höhe des oberen Kiemendeckels, fällt dann in einer Kurve schnell ab und verläuft anschließend unterhalb der Körpermittellinie in einem Bogen zum Schwanzflossenstiel.

## Systematik
Tetragonopterus gehört zur Familie der Echten Salmler und ist heute die einzige verbliebene Gattung der einst gattungsreichen Unterfamilie Tetragonopterinae.

## Arten
- Tetragonopterus anostomus Silva & Benine, 2011
- Tetragonopterus araguaiensis Silva, Melo, Oliveira & Benin, 2013
- Tetragonopterus argenteus Cuvier, 1816
- Tetragonopterus carvalhoi Melo, Benine, Mariguela & Oliveira, 2011
- Schillersalmler (Tetragonopterus chalceus Spix & Agassiz, 1829)
- Tetragonopterus daguae (Eigenmann, 1913) (bis April 2020 in Astyanax[1])
- Tetragonopterus denticulatus Silva, Melo, Oliveira & Benin, 2013
- Tetragonopterus georgiae (Géry, 1965)
- Tetragonopterus franciscoensis Silva et al., 2016
- Tetragonopterus juruena Silva et al., 2016
- Tetragonopterus kuluene Silva et al., 2016
- Tetragonopterus manaos Urbanski et al., 2018
- Tetragonopterus ommatus Silva et al., 2016
- Tetragonopterus rarus (Zarske, Géry & Isbrücker, 2004)